# Хабаба (рабиня)
Хабаба (араб. حبابة; смерть. 724) — співачка-рабиня джар'я і поетеса, наложниця халіфа Язіда II.
Хабаба була рабинею, яку привезли до гарему Омейядського халіфа Язіда II як наложницю. Вона була неарабською рабинею, яку навчали в одній зі шкіл для співачок у Медині. Язід II помітив її під час візиту до Хіджазу, і його дружина Сада купила Хабабу за 4 000 динарів йому в подарунок.
Вона розважала халіфа як співачка та поетеса. Язід настільки в неї закохався, що, за його словами, був загіпнотизований її співом і поезією.
Згідно з літописами:
«Одного разу, коли Хабаба співала, Язід відчув таку насолоду, що вигукнув: «Я хочу полетіти!», «Я хочу полетіти!»
Хабаба сказав йому: «Лідеру правовірних, якщо ти покинеш Умму і нас, то хто про нас подбає?»
Хабаба стала мати більший вплив на халіфа, ніж будь-яка інша наложниця до неї. Язід II делегував їй частину своїх державних обов'язків. Він дозволив їй замість себе приймати скарги громадян і призначати посадовців; одним із призначених нею губернаторів був Умар аль-Фаззарі, губернатор Іраку. Брат халіфа Мусаллама поскаржився йому, що він залишив свій трон «вакантним». Одного разу вона зв'язалася з губернатором Медіни без відома халіфа, і коли він був поінформований, він не зробив нічого, щоб покарати її.
Вона померла після того, як вдавилася зернами граната. За іншою версією, це був виноград, який кидав у неї халіф під час пікніка в саду. Язід спочатку відмовився ховати її і був настільки вражений її смертю, що відмовлявся бачитися з будь-ким протягом тижня. Він знехтував своїми обов'язками і невдовзі помер. Для його ворогів велика любов Язіда до неї і скорбота через її смерть призвели до того, що його ім'я було в немилості протягом століть, поки він не був реабілітований, а його нехтування державними справами стало причиною того, що Хабабу вважали ворогом Бога.